# Linda Vista, Zozocolco de Hidalgo
Linda Vista är en ort i Mexiko.   Den ligger i kommunen Zozocolco de Hidalgo och delstaten Veracruz, i den sydöstra delen av landet, 180 km nordost om huvudstaden Mexico City. Linda Vista ligger 363 meter över havet och antalet invånare är 144.
Terrängen runt Linda Vista är kuperad. Runt Linda Vista är det tätbefolkat, med 356 invånare per kvadratkilometer. Närmaste större samhälle är Olintla, 10,3 km sydväst om Linda Vista. Omgivningarna runt Linda Vista är en mosaik av jordbruksmark och naturlig växtlighet.